# Days of Thunder
Days of Thunder er en amerikansk racerbilsfilm fra 1990 instrueret af Tony Scott og med Jerry Bruckheimer som producer. Cole Trickle (Tom Cruise) er en racerkører, som kommer fra Glendale, Californien. Det eneste han har i hovedet er at køre racerbil/Stockcarløb. Han går sammen med Harry og en lille besætning i gang med at træne til det store løb i Daytona 500, der er det løb, som alle stockcarracere kæmper om at vinde. Cole og rivalen Rowdy crasher på banen og Rowdy kommer slemt til skade mens Cole slipper med mén og det faktum at han er bange for at kører stockcarløb igen. Den flotte sygeplejerske Claire (Nicole Kidman) og Cole Trickle forelsker sig i hinanden, mens det ser lidt sortere ud for Rowdy der muligvis ikke kommer til at kører en Racerbil igen. Han beder Cole om at køre i hans bil til Daytonaracet. Cole, som står uden sponsorer og bagmænd efter styrtet siger ja og kører Rowdy's bil direkte over mållinjen foran Russ Wheeler (afløseren af Cole Trickle).

## Medvirkende
- Tom Cruise
- Robert Duvall
- Nicole Kidman
- Randy Quaid
- Cary Elwes
- Michael Rooker
- John C. Reilly

## Ekstern henvisning
- Days of Thunder på Internet Movie Database (engelsk)
- Days of Thunder på Filmdatabasen
- Days of Thunder på Scope
- Days of Thunder i Svensk Filmdatabas (svensk)
- Days of Thunder på AlloCiné (fransk)
- Days of Thunder på MovieMeter (nederlandsk)
- Days of Thunder på AllMovie (engelsk)
- Days of Thunder hos American Film Institute (engelsk)
- Days of Thunders profil hos Encyclopædia Britannica Online (engelsk)
- Days of Thunder på Turner Classic Movies (engelsk)